# Vasil Garvanliev
 (février 2020).
Si vous disposez d'ouvrages ou d'articles de référence ou si vous connaissez des sites web de qualité traitant du thème abordé ici, merci de compléter l'article en donnant les références utiles à sa vérifiabilité et en les liant à la section « Notes et références ».
Vasil de son nom complet Vasil Garvanliev (en macédonien : Васил Гарванлиев) est né le 2 novembre 1984 à Strumica) est un artiste macédonien.
Par une sélection interne du diffuseur macédonien MRT, il a été choisi pour représenter la Macédoine du Nord lors de la première demi-finale le 12 mai afin de se qualifier à la finale du Concours Eurovision de la chanson 2020 qui se tiendra le 16 mai 2020 dans la ville néerlandaise de Rotterdam.

## Biographie
Garvanliev naît à Strumica le 2 novembre 1984. À 7 ans, il entre dans la musique en interprétant la comptine Marionka. À 10 ans, il déménage avec sa famille aux États-Unis. Il vit à Chicago, avant de chanter de l'opéra et interpréter des chansons de style pop.
Ensuite, il vit à Milan, Italie puis à Toronto, où il est admis au Conservatoire Royal, il y restera pendant 9 ans.
Il revient en Macédoine du Nord en 2018, vivant et travaillant à Strumica. En 2019, il est choriste de Tamara Todevska au concours Eurovision de la chanson. En 2020, il est sélectionné pour représenter la Macédoine du Nord avec You. Le concours est cependant annulé en raison de la pandémie de Covid-19.
Garvanliev se présente au concours Eurovision de la chanson 2021 avec le titre Here I Stand. En mars 2021, à la suite de la sortie du clip vidéo, une controverse éclate. Tourné à la Galerie nationale de Macédoine, on y aperçoit l'artiste interprétant sa chanson dans des galeries remplies d'œuvres d'art. Une séquence présente en arrière-plan un triptyque de l'artiste Janeta Vangeli dont les couleurs évoquent à certains celles du drapeau de la Bulgarie. En raison de la pression du public, la vidéo a finalement été modifiée par Garvanliev,. La radio-télévision macédonienne a formé une commission spéciale pour décider si Garvanliev devrait se retirer du Concours Eurovision de la chanson. Le contexte du conflit est dû aux relations complexes entre la Bulgarie et la Macédoine du Nord, .
Sur cette affaire, Garvanliev a accordé une interview au journal macédonien Sloboden Pechat, dans laquelle il a déclaré que l'œuvre d'art de la vidéo « n'avait aucun lien délibéré avec le drapeau bulgare ». Garvanliev s'est adressé directement aux fans avec une vidéo publiée sur son compte Facebook : « Je suis un ambassadeur de la musique, et dans la musique il n'y a pas de religion, de politique, d'orientation, de race ou de couleur. Je n'avais absolument aucune intention de blesser qui que ce soit. Bien au contraire ! Je suis tellement fier de ce projet qui ne m'incarne pas seulement, mais mon pays et ma culture - des musiciens et des artistes en vedette dans la galerie. Je ne m'excuse pas d'être moi. Cependant, si j'ai blessé quelqu'un de quelque façon que ce soit, du fond du cœur, je suis désolé. Pardonnez-moi." »